# 内藤明
内藤 明（ないとう あきら、1954年8月10日 - ）は、日本の国文学者・万葉学者・歌人。早稲田大学社会科学総合学術院名誉教授。歌誌「音」編集発行人。 宮中「歌会始の儀」選者。

## 人物
専門は、万葉集を中心とした日本古代の詩歌の研究。加えて、古代から近代・現代に至る和歌・短歌などの日本文学を通して、日本文化の変遷、伝統と革新、現代文化のあり様を広く考察する。
歌人としても活動し、正統的な格調を備えた作品を中心に、「食」を題材とした作品なども少なくない。
第三歌集『斧の勾玉』は、芸術選奨新人賞、寺山修司短歌賞を受賞した。「上代文学会」常任理事、現代歌人協会賞選考委員、歌壇賞選考委員などを歴任。宮中歌会始の選者を務める。

## 略歴
- 1954年 - 東京都大田区東馬込に生まれる。東京学芸大学附属高等学校を経て、早稲田大学第一文学部入学。大学時代は、同人誌「轆轤」を創刊し小説を書いたり、サッカーチームをつくったり、古墳の発掘などをしたりしていた[4]。武川忠一が指導する「短歌研究会」に参加し、小島ゆかり、島田修三、米川千嘉子らと活動した[5]。
- 1975年 - 歌誌「まひる野」に入会。
- 1977年 - 早稲田大学卒業。
- 1982年 - 武川忠一の歌誌「音」の創刊に参加。
- 1985年 - 同大学大学院文学研究科単位取得満期退学。学位は修士（文学）[6]。
- 1985年 - 関東学院女子短期大学専任講師、のち助教授。
- 1990年 - 早稲田大学社会科学部助教授。
- 1997年 - 早稲田大学社会科学部・同大学大学院社会科学研究科教授。
- 2009年～2010年 - 「上代文学会」代表理事 （2011年～ - 常任理事）。

## 学外での活動
- 現代歌人協会『現代歌人協会賞』選考委員。
- 本阿弥書店『歌壇賞』選考委員。
- 宮中「歌会始の儀」選者。

## 受賞歴
- 2004年 - 歌集『斧と勾玉』で、第54回 『芸術選奨文部科学大臣新人賞』、第9回 『寺山修司短歌賞』受賞。
- 2014年 - 作品「ブリッジ」30首で第50回『短歌研究賞』受賞。
- 2015年 - 歌集『虚空の橋』で第2回『佐藤佐太郎短歌賞』、第20回『若山牧水賞』受賞。
- 2019年 - 歌集『薄明の窓』で第53回『迢空賞』受賞。
- 2025年 - 第16回日本歌人クラブ大賞受賞（評論『抒情の構造』および歌集『三年有半』を中心とした永年の功績に対して）。また前者にて、第23回日本歌人クラブ評論賞を同時受賞。

## 著書
- 『はじめて学ぶ日本文学史』（分担執筆）(2010) ミネルヴァ書房
- 『万葉集神事語辞典』（分担執筆）(2008) 國學院大學日本文化研究所
- 『正岡子規　斎藤茂吉』(2008) 晃洋書房
- 『窪田空穂-人と文学』/「窪田空穂の短歌鑑賞」(2007) 柊書房
- 『比較文化の可能性』/「〈近代化〉と〈短歌〉」(2007) 成文堂
- 『万葉の歌人と作品巻12巻』/「万葉秀歌抄」(2005) 和泉書院
- 『内藤明集』（選歌集）(2005) 邑書林〈セレクション歌人21〉
- 『高市黒人・山部赤人：人と作品』/（中西進共著）「山部赤人秀歌鑑賞」(2005) おうふう
- 『窪田空穂歌文集』/「窪田空穂年譜・著書目録」(2004) 講談社文芸文庫
- 『名歌・名句鑑賞辞典』（項目執筆）(2004) 三省堂
- 『現代短歌大事典  普及版』（編集委員）（2004）三省堂
- 『斧と勾玉』(歌集)(2003) 砂子屋書房
- 『近代短歌の鑑賞77』(2002) 新書館
- 『「音」の万葉集』/「『万葉集』に鳴く鳥」(2002) 笠間書院
- 『万葉集研究第25集』/「二景対照様式の生成と展開」(2001) 塙書房
- 『万葉の歌人と作品　第7巻』/「筑波山に登る歌」(2001) 和泉書院
- 『万葉ことば事典』（項目執筆）(2001) 大和書房
- 『現代短歌大辞典』（共編集）(2000) 三省堂
- 『柿本人麻呂　全』/「吉野讃歌」(2000) 笠間書院
- 『古代文学の思想と表現』（戸谷高明編）/「短歌の構造と主体」(2000) 新典社
- 『現代短歌ハンドブック』（項目執筆）(1999) 雄山閣
- 『佐佐木幸綱の世界10』/「柿本人麻呂の世界」(1999) 河出書房新社
- 『戦後短歌結社史』（共編集）(1998) 短歌新聞社
- 『短歌名言辞典』（項目執筆）(1997) 東京書籍
- 『うたの生成・歌のゆくえ－日本文学の基層を探る』（単著）(1996) 成文堂
- 『海境の雲』(歌集)(1996) ながらみ書房
- 『西本願寺本萬葉集巻十一』翻刻(1995) おうふう
- 『現代の短歌』/「現代短歌と都市」(1994) 勉誠社
- 『自然と技術』/「自然描写の成立」(1993) 勉誠社
- 『和歌の本質と表現』/「最近における本質と表現の研究」(1993) 勉誠社
- 『壺中の空』(歌集)(1991) ながらみ書房
- 『一冊の講座古今和歌集』/「万葉・古今・新古今の歌風の特色」「晴と褻」(1987) 有精堂
- 『夾竹桃と葱坊主』（歌集）（2008）六花書林
- 『虚空の橋』（歌集）（2015）短歌研究社
- 『薄明の窓』（歌集）（2018）砂子屋書房
- 『内藤明歌集』（2018）砂子屋書房〈現代短歌文庫〉
- 『続 内藤明歌集』（2018）砂子屋書房〈現代短歌文庫〉
- 『万葉集の古代と近代』（2021）現代短歌社
- 『三年有半』（歌集）（2024）砂子屋書房
- 『抒情の構造：喪われた〈故郷〉の位相』（2024）現代短歌社